# 局長
局長（きょくちょう）は「局」と呼ばれる組織の長であるが、例えば日本においては、局と呼ばれる組織は中央省庁を構成する各局から、各地域におかれる郵便局までさまざまであり、一口に「局長」といってもその地位の軽重は一概には言えない。通常は部長の上位(複数の部長を統括する)であることが多いが、兵庫、愛知、埼玉、静岡、宮城、兵庫各県警の刑事部組織対策局長のように、部長の下位に置かれている例も存在する。
以下、本項では日本における局長について詳述する。

## 国の機関における局長

### 行政（中央省庁）

#### 内部部局の局長
内閣に属する中央省庁のうち、内閣府、各省には、国家行政組織法及び内閣府設置法に基づき、内部部局として大臣官房及び局が置かれており、その長を局長と称する。
なお、外局である庁では原則として部局の単位は部といい、その長は部長である。ただし、公正取引委員会事務総局、金融庁および国家公安委員会の特別の機関である警察庁は、別の法律の規定に基づいて局を置くことができる例外的な機関であって、各局に局長が置かれている。また、内閣から独立した地位を有する行政機関である会計検査院及び国家行政組織法の枠外にある行政機関である人事院も、各々の事務総局に局を置いている。
局長は、省内においては事務次官、省名審議官に次ぐ地位（官房長と同格）であり、給与・待遇は指定職5号俸（枢要な局の局長）または4号俸（それ以外の局長）である。局長は、自らの局にあっては局内の幹部を集めた局議を主催し、局の職務を統括する。また大臣の主催による省内の局長級以上の幹部を集めた省議の出席者であり、各省の最高幹部の一員とされる。

#### その他の内部部局局長級の職位
各省庁には、局長ではないが局長と同等の職位として認識されているものがある。代表的なものが大臣官房の長である官房長、政策統括官（局長級分掌官）などであるが、その他様々なものがある。
- 内閣法制局は、機関の名前は「局」と称するが、法制局自体は内閣に直属する行政機関であって、各部の部長が他省庁における局長に相当する。なお、法制局の長は局長でなく内閣法制局長官と呼ばれる。
- 宮内庁は、内閣府に属するとされているが、法的には外局ではなく内閣府設置法および宮内庁法に基づいて置かれる特殊な庁と位置付けられている。このため組織編成も独特で、局に代わって職（侍従職、式部職）及び部、局長にかわって長（侍従長、式部官長）及び部長が置かれている。
- 外務省は、官房長及び10人の局長以外に、局長級の職位として統括官（国際情報統括官）が置かれている。

#### 地方支分部局
各省庁に置かれる地方支分部局は、多くの場合、「（地名）地方○○局」という名称が付与されており、その場合、長は局長と呼ばれる。ただし、地方支分部局の長である局長は、内部部局の長である局長よりも、一段階低く位置付けられている

### 国会
国会の衆議院及び参議院には事務局及び法制局が置かれている。これらは、行政の各機関に置かれる事務総局や内閣法制局と同等の機関と位置付けられているが、省庁における内部部局に相当する組織の単位は部といい、その長は部長である。従って、省庁における局長級のポストは部長という。ただし、衆議院の事務局には特に衆議院調査局が設けられており、その長は調査局長というが、これは局長級ではなく事務次官級のポストである。
なお、事務局の長は事務総長、法制局の長は法制局長というが、これらが「長官」と言わないのは、国会は国民の代表から構成する機関であって、これに奉仕する事務局及び法制局は、国家の公権力を行使する「官」ではないという考え方によると言われている。
国会に属するもうひとつの機関である国立国会図書館も、部局の名称を部と称することは衆議院・参議院の事務局・法制局と同じである。しかし、国立国会図書館法の規定に基づいて特に局という名称を与えられた調査及び立法考査局があり、その長のみを局長という。

### 裁判所
最高裁判所は、司法行政の執行部門として最高裁判所事務総局を持っている。最高裁判所事務総局は、最高裁判所規則に基づいて局が置かれており、その長を局長と称する。
最高裁判所事務総局の各局の局長は裁判所事務官をもって充てる定めであるが、別の規則に基づいて、裁判官（判事または判事補）を充てることもできるとされており、実際には全員が裁判官である。
また、下級裁判所は事務局が置かれるとされているが、その長は事務局長という。

## 地方公共団体における局長

### 東京都
東京都は行政機構を局と部の二層に分ける局制をとっており、その長を局長という。
東京都の局長級職員（消防総監・本部長・局次長・技監・理事等も含む）は指定職として部長以下の職員とは別の給料表である指定職給料表に基づく給与を受けており、その地位・待遇は一般職の地方公務員としては最高である。
特に、政策企画局長・総務局長・財務局長は「重要条例局長」といい、他の局長級職員よりも格上の指定職給料表5号給が適用されている。
また、交通局長、水道局長、下水道局長も「公営企業管理者」として、指定職給料表5号給が適用されている。

### 道府県
道府県は組織の単位として局を置いているものが多いものの、多くは部の下位に置かれる組織で、中央省庁や東京都などの事例とは逆転している。部の下に置かれる局では、局長は部次長級であることが一般的である。
これは地方自治法第158条で、道府県知事の権限に属する事務を分掌をするために部を設置すること、さらには各道府県の人口により設置できる部の数が規定されていたためである。ただこの規定は2003年の地方自治法改正により廃止され、現在では、部を包括する局を設置する例（神奈川県・愛知県）や、部相当の局を設置する例（広島県）が見受けられるようになった。
また、道府県知事は、その権限に属する事務を分掌させるため、条例で、必要な地に、設けられる支庁（道にあつては支庁出張所を含む。以下これに同じ。）又は地方事務所の名称として「振興局」、「県民局」などと称している道府県もあり、その長は局長である。この職には、部長級または部次長級の職員が充てられる。

### 市町村
浜松市、新潟市以外のすべての指定都市に指定されている市、及び中核市に指定されている金沢市、東大阪市、尼崎市、姫路市、西宮市、和歌山市、倉敷市、福山市、鹿児島市、船橋市は、東京都と同様に行政組織の単位として局制をとっている。市町村では長を補佐する副市町村長は特別職とされているので、局の長である局長は一般職の職員のうちの最高位である。
このように市町村では局制が広く見られるのは、市町村は都道府県と異なり組織を設ける上で地方自治法による規定はなかったためである。しかし、多くの場合、局という組織の単位は大規模な市に限られており、小規模な市で局制をとるところは稀である。

### 消防本部
一定規模以上で内部組織に部局制を採る市では消防本部を「消防局」と称し、消防長を局長という場合がある。消防局長は階級では消防司監あるいは消防正監にあたる。

### 地方公営企業
地方公営企業は、組織の名称を「局」と称するところが多く、その長は局長と呼ばれている。
地方公営企業に置かれる局長が地方公営企業管理者となっている場合、その地位は一般職ではなく特別職である。
しかし、小規模の自治体では地方公営企業管理者は首長が務めることが多く、この場合、局長は一般職である。

### 委員会及び委員の事務局
地方公共団体に置かれる委員会及び委員には事務局が置かれることがあり、その長は通例事務局長と称する。
事務局長は、地方公共団体の長の直近下位の内部組織が部制をとる場合は部長級、局制をとる場合は局長級というように、他の部局長と同等の地位に位置付けられることが多いが、通例組織が小規模であるため、部長級・局長級の中でも若い年次が充てられることが多い。

### 警視庁
警視庁は部制であるが、部の英訳は通常の「Department」ではなく局と同様の「Bureau」が用いられ、部長の英訳も局長と同じく「Director General of ～ Bureau」である（警視庁を含めた警察本部全ての英語表記が「Police Department」）。警視庁の部長は都の知事部局の局長と同様に、警察庁など本府省庁における審議官級または課長級の職員に対応することから（国から都、あるいは都から国へ出向する場合や天下りの扱いなど）、英訳は都の組織全体で待遇上の観点から整合性をとったものになっている。

## 特殊法人等における局長
特殊法人や認可法人、独立行政法人においても、組織として局が置かれ、その長が局長と称されている場合がある。
特殊法人や独立行政法人における局の位置付けは、その法人によってまちまちであるため、局長の地位も一概に述べることはできない。たとえば、代表的認可法人である日本銀行の局長（局室研究所長）は、中央省庁の局長と同格に扱われている。

## 日本郵政グループにおける局長
日本郵政グループでは日本郵便が運営する郵便局の最高責任者としての局長が置かれている。併設されているゆうちょ銀行・かんぽ生命保険については郵政民営化によって、○○支店・○○店と名称が変わったため局長とは称さず、支店長・店長（ゆうちょ銀行のみ）と称している。
旧郵政省・郵政事業庁時代は郵便局のほかに、地方郵政局・監察局などがあり、その最高責任者としての局長も存在した。日本郵政公社化によって地方郵政局は○○支社に、監察局は監査室に名称が変更になったため局長の名称は郵便局長を除き姿を消した。

## 民間における局長
民間の団体の場合、事務を処理する部門を事務局と称し、その長を事務局長と称する例は大小さまざまな団体で見られる。
政党においても同じであるが、国政政党の場合は、政党本部の組織単位として複数の局を置き、その長を局長と称するものがみられる。この場合、局長には国会議員が就任する。
企業においては、組織の単位を「局」とするものよりも、「部」（「統括部」「事業部」）あるいは「（事業）本部」とするものが多く、「局長」よりも「部長」「本部長」などのポストが広く見られる。
企業で組織に「局」、「局長」を用いる代表的な例としてはマスコミがあげられる。マスコミでは、本社に編集局、報道局などの局を置き、また地方の出先事務所のうちの規模の大きいものを総局や支局といっているものがよく見られる。ただ、総局、支局のトップは総局長、支局長と称することが多い。

## 新選組における局長
新選組における局長とは組のトップ（最高位）であり、一般的な意味での組長に相当する。最初期は芹澤鴨が務め、後に近藤勇が務めた。なお、一部の文献では名称が「新選組」であることから「局長」ではなく、そのまま「組長」と表記している資料も在る。

## 無線局における局長
規模の大きい無線局（漁業無線局等）ではその無線局の長を無線局長と称する場合がある。またアマチュア無線家も一つの無線局の局長である。

## 局長の肩書き
局長は、正式の肩書きとしては、その管掌する局の名称を冠する。
国や地方公共団体などの公的機関では、任命辞令等の公式な文書では「何某局長」と称され、局の名称に「長」の一字を加えたものを正式の職名としている。
これに対して、企業などでは、「何某局」の「局長」という考え方で肩書きが構成されていることが多く、「何某局局長」というように、「局」の字が重複して用いられる例が多く見られる。
ただし、公的機関等であっても、肩書きが長い場合は、公的文書に書かれる名前を便宜的に肩書きを二段に分かち書きし、「何某局　局長」というように書かれる事例も見られる。

## その他
・朝日放送の情報バラエティ番組『探偵!ナイトスクープ』はメイン司会者を「局長」という敬称で呼んでいる。「ナイトスクープ」は探偵局であり、そのトップが司会者を務めるという考え方による。
・エフエム沖縄のワイド番組『ゴールデンアワー』はメインパーソナリティの西向幸三を「局長」という敬称で呼んでいる。これは、エフエム沖縄を間借りして同番組を放送している「ゴールデンラヂオ放送」なる放送局のトップという設定であることによる。